# Lophospermum chiapense
Lophospermum chiapense là một loài thực vật có hoa trong họ Mã đề. Loài này được Elisens mô tả khoa học đầu tiên năm 1985.